# Исчезновение молодой леди
«Исчезновение молодой леди» (норв. Ung frue forsvunnet) — норвежский фильм 1953 года режиссёра Эдит Карлмар.

## Сюжет
Университетский преподаватель Бергер возвращается домой из горного похода и обнаруживает, что его молодая жена Ева исчезла. Комиссар по уголовным делам проводит расследование. В реке Акерсэльва найдена дрейфующая дамская шляпка, она принадлежит Еве. Она покончила с собой? Но почему? Ни её муж, ни их друзья ничего не понимают. На первый взгляд казалось, что брак складывается удачно. Но молодую женщину чувство духовной неполноценности по отношению к своему мужу, трудно пришлось молодой, обычной девушке адаптироваться к интеллектуальной среде, в которую её привел брак с ученым. Никто из них ничего не знал о её прошлом, которое сейчас раскрывается для нас… она была зависима от наркотиков, и в отчаянии она разыскивает своего старого друга, дряхлого фармацевта Миллера, который ранее вовлёк её в употребление наркотиков и подвергал её жестокому обращению. Постепенно сложная история Евы распутывается, и становится ясно, что она, возможно, сбежала обратно к подруге из прошлого.

## В ролях
- Астри Якобсен — Ева Бергер
- Адольф Бьерке — Арне Бергер
- Эспен Скьенберг — Эйнар Меллер, фармацевт
- Венче Фосс — Торе Хауг, детектив-констебль
- Лалла Карлсен — Йоханне Антонсен
- Нанна Стенерсен — Биргит Ли
- Весла Кристенсен — Ингрид Линдстрем
- Коре Сием — доктор Крог
- Эгиль Хьорт-Йенссен — Ольсен

Режиссёр Эдит Карлмар появляется в кадре в роли покупательницы в аптеке, её муж, продюсер и сосценарист фильма Отто Калмар, — в роли официанта.

## Критика
Фильм рассказывает о фармацевте, который увлекает за собой женщину в ад наркотической зависимости. Эдит Карлмар демонстрирует, справляясь с этой задачей, постоянный прогресс в качестве режиссёра. Действие фильма разворачивается в полудокументальном стиле с использованием аутентичных кадров из Осло, ресторанов, аптек и городских улиц. Сюжет не совсем убедителен с психологической точки зрения, и в нём нет ничего более проникновенного в описание сил, которые заставляют стольких современных людей злоупотреблять наркотиками. Но это, по крайней мере, многообещающе и позитивно, что кинематографисты касаются такой серьёзной и значимой темы. Эспен Скьонберг вызывает большое уважение за свою роль фармацевта-наркомана. … Венче Фосс прекрасно вписалась в удивительную роль детектива-констебля(!).
Оригинальный текст (норв.)Filmen handler om en farmasøyt som trekker en kvinne med seg ned i narkotikamisbrukets helvete. Edith Carlmar viser med denne oppgaven fortsatt framgang som regissør. Filmen er lagt an i en halvdokumentarisk stil med autentiske opptak íra Akerselva, restauranter, apotek og bygater. Handlingen er ikke helt psykologsik overbevisende og ikke noe videre inntrengende i sin skildring av de kreftene som driver så mange moderne mennesker til misbruke narkotika. Men det er i hvert fall løfterikt og positivt at filmfolk slår ned på et så alvorlig og vesentlig emne. Espen Skjønberg avtvinger stor respekt for sitt spill som den narkomane farmasøyten. Skjønberg har i det hele arbeidet seg fram til en av de betydeligste unge krefter i norsk film og teater. Wenche Foss faller pent inn i den. Wenche Foss faller pent inn i den overraskende rollen som kriminalkonstabel(!).
— Nordmands-forbundet, Vol 46-47. — Forbundet, 1953. — page 168